# 杉原爽香
杉原 爽香（すぎはら さやか）は、赤川次郎の小説に登場する架空の人物、および彼女を主人公とするミステリーシリーズである。

## 『杉原爽香シリーズ』概要
「登場人物が読者とともに年齢を重ねる」という世界的にも例の少ない「長期的なsequel（連続小説）」をコンセプトとして書かれており、1988年の第1作、15歳でデビューした杉原爽香は 2023年現在(第36作)で50歳。約35年に及ぶ長期シリーズとなり、一作一作が独立した作品ではあるが、もはや sequelというよりは超長期連載の様相となってきた。物語の性質上、毎年何らかの形で爽香が事件（多くの場合は殺人事件）に巻き込まれる形となっている。文庫本の出版元は光文社。すべてのタイトルに色の名前が含まれているのも、特徴的（参考：日本の色の一覧）。どの作品も、文庫の表紙には、題名のアイテムの絵が描かれる。また、文庫には挿絵のページがないため、約30年に及ぶ連載の中で、文庫収録時には、爽香たち登場人物の姿の絵が掲載されたことは一切ない。

## シリーズ一覧
第1作のみ文庫書下ろし。第2作以降はすべて文庫オリジナル。
1. ■ 若草色のポシェット 〈杉原爽香 15 歳の秋〉 （文庫書き下ろし） 　解説：中島河太郎（文芸評論家）1988年9月30日
2. ■ 群青色のカンバス 〈杉原爽香 16 歳の夏〉 （初出 『小説春秋』 1989年1月号～9月号）解説：郷原宏（文芸評論家）1989年9月20日
3. ■ 亜麻色のジャケット 〈杉原爽香 17 歳の冬〉 （初出 『小説コットン』(天山出版)1 1989年10～12月及び「コットン」1989年12月～1990年8月）解説：山前譲（推理小説研究家）1990年9月20日
4. ■ 薄紫のウィークエンド 〈杉原爽香 18 歳の秋〉（初出「コットン」（天山出版）1990年10月号～1991年9月号）解説：金春智子（作家）1991年9月20日
5. ■ 琥珀色のダイアリー 〈杉原爽香 19 歳の春〉解説：縄田一男（文芸評論家）1992年9月20日
6. ■ 緋色のペンダント 〈杉原爽香 20 歳の秋〉 （初出 『FYTTE』 学習研究社 1992年10月号～1993年9月号）解説：山前譲（推理小説研究家）1993年9月20日
7. ■ 象牙色のクローゼット 〈杉原爽香 21 歳の冬〉 （初出 『SCHOOL LIBRARY』 日本教育通信社 1993年9月7日号～1994年8月27日号）解説：結城信孝（文芸評論家）1994年9月20日
8. ■ 瑠璃色のステンドグラス 〈杉原爽香 22 歳の夏〉 （初出 『月刊北國アクタス』 北國新聞社 1994年8月号～1995年7月号） 解説：平松志津枝（赤川次郎ファンクラブ「三毛猫ホームズと仲間たち」事務局）1995年9月20日
9. ■ 暗黒のスタートライン 〈杉原爽香 23 歳の秋〉 （初出 『小説宝石』 光文社 1996年2月号～8月号）解説：山前譲（推理小説研究家）1996年9月20日
10. ■ 小豆色のテーブル 〈杉原爽香 24 歳の春〉 （初出 『小説CLUB』 桃園書房 1997年4月号～9月号）解説：秋山駿（文芸評論家）1997年9月20日
11. ■ 銀色のキーホルダー 〈杉原爽香 25 歳の秋〉（初出 『テレビザウルス』（光文社）1997年6月21日号～1998年3月21日号）解説：香山二三郎（コラムニスト）1998年9月20日
12. ■ 藤色のカクテルドレス 〈杉原爽香 26 歳の春〉（初出 『月刊公募ガイド』（公募ガイド社） 1998年10月号から1999年9月号）解説：山前譲（推理小説研究家）1999年9月20日
13. ■ うぐいす色の旅行鞄 〈杉原爽香 27 歳の秋〉（初出 『 classy』(光文社) 1999年11月から2000年10月　解説：山前譲（推理小説研究家）2000年9月20日
14. ■ 利休鼠のララバイ 〈杉原爽香 28 歳の冬〉（初出 『エキスパートナース』 照林社 2000年9月号～2001年8月号）解説：円堂都司昭（文芸評論家）2001年9月20日
15. ■ 濡羽色のマスク 〈杉原爽香 29 歳の秋〉（初出 『ムジカノーヴァ』音楽之友社 2001年9月号～2002年8月号）書評：青柳いづみこ（ピアニスト、文筆家） 2002年9月20日
16. ■ 茜色のプロムナード 〈杉原爽香 30 歳の春〉 （初出 『エキスパートナース』 照林社 2002年9月号～2003年8月号）解説：細谷正充（文芸評論家）2003年9月20日
17. 虹色のヴァイオリン 〈杉原爽香 31 歳の冬〉（初出 『エキスパートナース』 照林社 2003年9月号～2004年8月号）解説：藤田香織（書評家）2004年9月20日
18. ■ 枯葉色のノートブック 〈杉原爽香 32 歳の秋〉 （初出 『公募ガイド』 公募ガイド社 2004年10月号～2005年9月号）解説：笹川吉晴（文芸評論家）2005年9月20日
19. ■ 真珠色のコーヒーカップ 〈杉原爽香 33 歳の春〉 （初出 『訪問看護と介護』 医学書院 2005年9月号～2006年8月号）解説：鶴見俊輔（哲学者・評論家）2006年9月20日
20. ■ 桜色のハーフコート 〈杉原爽香 34 歳の秋〉 （初出 『訪問看護と介護』 医学書院 2006年9月号～2007年8月号）解説：保前信英（ジャーナリスト・作家）2007年9月20日
21. ■ 萌黄色のハンカチーフ 〈杉原爽香 35 歳の春〉 （初出 『訪問看護と介護』 医学書院 2007年9月号～2008年8月号）解説：末國善巳（文芸評論家）2008年9月20日
22. ■ 柿色のベビーベッド 〈杉原爽香 36 歳の秋〉 （初出 『ゆほびか』 マキノ出版 2008年11月号～2009年10月号）2009年9月20日
解説に代えて「杉原爽香シリーズ作品リスト」（制作協力・山前譲）を収録
23. ■ コバルトブルーのパンフレット〈杉原爽香 37 歳の夏〉 （初出 『女性自身』 2009年9月8日号～2010年8月31日号）2010年9月20日
解説に代えて「杉原爽香シリーズ作品リスト」（制作協力・山前譲）を収録
24. ■ 菫色のハンドバッグ〈杉原爽香 38 歳の冬〉 （初出 『女性自身』 2010年10月号～2011年10月号）2011年9月20日
解説に代えて「杉原爽香シリーズ作品リスト」（制作協力・山前譲）を収録
25. ■ オレンジ色のステッキ〈杉原爽香 39 歳の秋〉 （初出 『女性自身』 2011年10月18日号～2012年9月18日号）2012年9月20日
解説に代えて「杉原爽香24年の軌跡」（制作協力・山前譲）を収録
26. ■ 新緑色のスクールバス〈杉原爽香 40 歳の冬〉（初出 『女性自身』 2012年10月30日号～2013年9月24日号）2013年9月20日
解説に代えて「杉原爽香25年間の軌跡」（制作協力・山前譲）を収録
27. ■ 肌色のポートレート〈杉原爽香 41 歳の秋〉（初出 『女性自身』 2013年10月15日号～2014年9月23日号）2014年9月20日
解説に代えて「杉原爽香・40歳までの歩み」（山前譲）を収録
28. ■ えんじ色のカーテン 〈杉原爽香 42 歳の冬〉（初出 『女性自身』 2014年11月11日号～2015年9月15日号）2015年9月20日
表題作のほか「赤いランドセル―杉原爽香、十歳の春」を収録
29. ■ 栗色のスカーフ 〈杉原爽香 43 歳の秋〉（初出 『女性自身』 2015年10月20日号～2016年9月20日号）解説：栄谷明子（国際コミュニケーション専門家）2016年9月20日
30. ■ 牡丹色のウエストポーチ 〈杉原爽香 44 歳の春〉（初出 『女性自身』 2016年11月8日号～2017年9月20日号）解説：山前譲 2017年9月20日
31. ■ 灰色のパラダイス 〈杉原爽香 45歳の冬〉2018年9月11日
32. ■黄緑のネームプレート 〈杉原爽香 46歳の秋〉 2019年9月11日
33. ■焦茶色のナイトガウン 〈杉原爽香 47歳の冬〉 2020年9月9日
34. ■狐色のマフラー 〈杉原爽香 48歳の秋〉 2021年9月14日
35. ■セピア色の回想録〈杉原爽香 49歳の春〉 2022年9月13日
36. ■向日葵色のフリーウェイ〈杉原爽香 50歳の夏〉 2023年9月13日
37. ■珈琲色のテーブルクロス〈杉原爽香 51歳の夏〉 2024年9月11日

## 関連出版物
- 爽香読本 夢色のガイドブック―杉原爽香、二十一年の軌跡 2009年9月20日刊行 ISBN 978-4-3347-4658-2
15歳から35歳までのストーリー、登場人物、時代背景の解説
書下ろしショートショート「赤いランドセル―杉原爽香、十歳の春」を収録（「えんじ色のカーテン」の巻末に再録された）
- 爽香読本 改訂版 夢色のガイドブック―杉原爽香、二十七年の軌跡 2015年9月20日刊行 ISBN 978-4-3347-6961-1
15歳から41歳までのストーリー、登場人物、時代背景の解説
書下ろしショートショート「灰色の雨の夜 杉原爽香、四十三歳のある夜」を収録

## 光文社以外から刊行されたもの
- 岩崎書店赤川次郎ミステリーコレクションシリーズ
  - 赤川次郎ミステリーコレクション 9 若草色のポシェット 2003年3月刊行 ISBN 978-4-265-06759-6
  - 赤川次郎ミステリーコレクション 16 群青色のカンバス 2005年2月刊行 ISBN 4-265-06766-2
- 学研Gbooksシリーズ
  - 若草色のポシェット  1992年12月刊行 ISBN 4-05-400040-1

## 主要登場人物
杉原 爽香（すぎはら さやか）
本編の主人公。1973年5月9日生まれ。中学3年の時、親しかった級友が殺される事件に遭い、第一発見者であった事から容疑もかけられる中、持ち前の行動力と観察力で事件の哀しい内実に辿り着き、解決に導く。以来、事件を通じて知り合った河村刑事や、新米教師で担任であった安西先生、親友の浜田今日子、そして事件時、転校生としてやってきたばかりだった丹羽明男と共に、様々な苦難を乗り越え成長してゆく姿が描かれている。しっかりした性格なので、本人の意志にかかわらず常に他人の世話を焼いている状態。また、誤解から人に恨まれることも多く、何回か殺されかけてもいる。13作目「うぐいす色の旅行鞄」では、27歳で、ついに明男と結婚。余分なおまけつきながらも、ちゃんと新婚旅行にも行かせてもらっている。大学卒業後、古物商手伝いから高齢者用ケア付きマンション「Pハウス」職員を経て、G興産社員として「レインボー・プロジェクト」と「カルチャースクール再建プロジェクト」を成功させた。現在は、G興産社員として「ショッピングモール再建プロジェクト」のリーダーを務める多忙の日々である。学生時代は吹奏楽部に在籍し、フルートを担当、大学でもオケで舞台を踏んでいる。22作目で長女・珠実（たまみ）を出産した。
杉原 明男（すぎはら あきお）
旧姓：丹羽（にわ）。中学3年の秋、爽香たちの中学へ転校してきた。転入直前の殺人事件の夜、現場となった中学の敷地内にいたため、爽香に警察へ突き出される。校庭の隅の暗闇の中が2人の最初の出会いである。翌週、初登校以降は、偶然も重なって爽香を助け、事件の解明を手伝う。足の速いスポーツマンで陸上の記録も持っていたが、高校では爽香と共に吹奏楽部に入り、打楽器を担当。以降、母の溺愛との狭間で揺れつつも、爽香を陰に日向に助ける。共に進学した大学で、母・周子の画策によって登場した刈谷祐子の強引なアタックに押され、抱いてしまった事などもあり、爽香とは一旦別れる。しかし、中丸（なかまる）教授に夫人の世話を頼まれるようになり、結局、祐子とも破局。交通事故等もあって情緒不安定となった中丸夫人に脅され、発作的に殺してしまう。爽香の支援を得て立ち直り、河村と共に自首、刑にも服する。この一件を通じ、彼は優柔不断な甘えん坊のキャラから大きく成長する。出所後は爽香と所帯を持ち、運送会社のドライバーとして額に汗する日々であった。「オレンジ色のステッキ」で、交通事故に遭い、右足を骨折した。そのため、エレベーターのないマンションやアパートの高層階への配達などが困難となったこともあり、「新緑色のスクールバス」では、S学園小学校のスクールバス運転手に転職した。
河村 布子（かわむら きぬこ）
旧姓：安西（あんざい）。爽香たちが中学3年生の時の担任教師。爽香曰く、「私に似ている」らしい。2学期途中で辞職した前任の後を受ける形で新米教師として着任した数日後、いきなりクラスの女生徒が殺害される事件に遭遇。爽香共々事件の解決に協力し、この時の縁から4年後には河村刑事と結婚。翌年生まれた子供には、爽香の1字をとって爽子（さわこ）と命名するなど、爽香達とはずっと家族ぐるみの付き合いを続ける爽香のよき相談相手である。14作目では担任した不登校の生徒が自殺し、事なかれ主義の校長から詰め腹を切らされ、辞職する。15作目でどうにか私学の教師として教職に復帰するも、この間に夫の不倫を招く結果となった。
河村 太郎（かわむら たろう）
警視庁の刑事。第1作目、夜の学校で爽香の級友が殺された事件の担当刑事として登場、その時から安西先生に一目惚れ。事件に振り回されながらも交際にこぎ着け、5作目でようやく婚約し結婚。爽香達の良き「お兄さん」的役割として、また、毎回爽香の巻き込まれる事件にプロとしての活躍をするが、14作目では悲惨な事件を防げなかったストレスから胃を壊し大手術を受け、結果、事務系の職場に配転される。この配転はより一層河村を苦しめ、さらに時を同じくして妻・布子が教え子の自殺で引責辞任に追い込まれた事なども重なり、ついには幼女殺害事件で知り合った志乃との間に子をもうけ、認知するまでになる。17作目では2人の間に生まれた「あかね」が誘拐される事件が起こるが、この事件の解決を機に、志乃は河村の側を離れ郷里へと発った。なお、河村刑事の「太郎」という名前は、5作目のラストになるまで判明しなかった。
浜田 今日子（はまだ きょうこ）
爽香の同級生にして親友。才媛の女医。第1作目の初登場時はクラス委員であり、高校では爽香とともに吹奏楽部でホルンを担当し活躍する。3作目においては誘拐されながらも九死に一生を得、4作目では、曰く付きの大学生に惚れ、結果として爽香共々薬物パーティーに参加してしまうといったスリルに満ちた高校生活を過ごしつつも、志望通りに医科大学へ進む。恋愛にはトコトンのめり込むタイプで、不倫も何度か経験する自由奔放な美人である。物語当初ほど頻繁に登場しなくなった現在でも、欠かさず爽香の力となる竹馬の友である。22作目で妊娠した事が示唆されている。「オレンジ色のステッキ」では、浜田明日香（あすか→今日の次は明日＋爽香から香だけもらった）という一人娘とともに、シングルマザーの道を歩んでいる。
杉原 成也（すぎはら しげや）
爽香の父。4作目で脳溢血で倒れ半身不随となるも、リハビリによって徐々に回復し、関連会社の事務職契約社員ながら、どうにか社会復帰は果たす。明男をかくまった爽香の行動に「あいつのしたことだ」と文句も言わないなど、父親らしい肝の据わった面も見せる。23作目のラストで倒れ死亡する。
杉原 真江（すぎはら まさえ）
爽香の母。爽香の良き理解者であり、爽香の豪胆な面や細やかな気配りを形成した源といえる。夫ともども「感謝されて当然」と他人から思われてしまう、損な性格でもある。
杉原 充夫（すぎはら みつお）
爽香の10歳年上の兄。弱腰で妻・則子（のりこ）には頭が上がらない。3児の父でありながら、会社での浮気も多く、何かと爽香に面倒をかける。連帯保証人となって莫大な負債を抱え、リストラに合い、今では逆に妻が浮気する状態であるが、それでも懲りない。18作目では娘・綾香の十代での妊娠発覚と家出した所が描かれる。22作目では脳出血で倒れ、妻が息子の涼（りょう）を連れ家出する。
杉原 綾香（すぎはら あやか）
充夫の長女で爽香の姪。幸福な幼年期を過ごすも、両親の不和に嫌気が差し、18作目で非行に走って、妊娠（後に堕胎）。21作目でハンガリー人のミロスと婚約するも、翌年に父が倒れ、母が弟を連れて失踪した事から、幼い妹・瞳（ひとみ）を抱えて、苦難の日々を送る。母は戻っては来たものの、父とは不仲の様子。現在では、秘書として忙しい毎日である。
丹羽 周子（にわ かねこ）
明男の母。母1人子1人で生活してきた為、明男を溺愛する。ハプニングが重なったこともあり、当初は爽香の事を「息子に付いた悪い虫」として警戒、一方で友人の娘・刈谷祐子を気に入り、明男に紹介する。だが殺人事件の容疑者として追われた明男を爽香が支援する内に態度が軟化し、2人の仲を認める様になる。2人の結婚後は、あまり登場する機会がない。21作目では再婚、真っ赤なドレスを着て明男を辟易させた。
田端 祐子（たばた ゆうこ）
旧姓：刈谷（かりや）。G興産社長夫人。大学生の時、母親同士の繋がりから明男に急接近し、結果、明男は爽香と別れ、祐子と交際する。しかし、中丸教授夫人の登場で明男から離れ、中丸教授の紹介で入社したG興産で田端と出会う。田端が爽香を気に入っていることを知っており、爽香としては何かと心配のタネとなる。現在1児の母。「オレンジ色のステッキ」では、2人目を妊娠したことが明らかになった。
田端 将夫（たばた まさお）
G興産社長。9作目で登場した当時は課長で、伯父・靖之（やすゆき）が社長だった。当初から刈谷祐子と交際を始める一方、爽香にも関心を持ち、不意をついてキスした事も。11作目では社長一族の権力闘争があり、若くして社長に就任することとなる。この際の爽香の活躍が母・真保の目に止まり、「将夫を内側から支える存在となって欲しい」と言わしめる事に。以降は真保共々、爽香の社会的後見のような役割も果たしている。
栗崎 英子（くりさき ひでこ）
大ベテランの女優。10作目で爽香が勤めた「Pハウス」に入居してきた。往年の大スターであり、物語登場時は引退していたが、息子夫婦、娘夫婦の引き起こした狂言誘拐事件とその後の日々の中で、爽香の後押しもあって再び舞台に立つ。年齢を感じさせない行動力と旺盛な好奇心の持ち主で、爽香の人生の先輩として、要所要所でよき助言をする。「菫色のハンドバッグ」では、爽香のことを、「私の一番信頼できる友人です」と語った。「新緑色のスクールバス」では、大病を患い、大手術を受けるが、見事に回復する。
田端 真保（たばた まほ）
G興産社長・田端将夫の母。爽香のことが大層のお気に入りである。17作目では、爽香の紹介した今日子の勤務する病院で大腸ガンが発覚し、大手術を受けた。
早川 志乃（はやかわ しの）
13作目の事件の被害者が通っていた小学校の養護教諭。河村に惹かれ、愛人となる。17作目の事件の後、河村の側を離れ、娘のあかねと共に郷里へと発った。数年後の20作目で子宮ガンとなり、再び爽香達のもとへ現れる。
荻原 里美（おぎわら さとみ）
G興産社員。15作目で薄幸な女子高生として登場。母を殺され、乳飲み子を抱え途方に暮れる状況から、爽香の紹介でG興産の自転車便として契約社員となり、のち、正採用される。ロリコン大臣に目をつけられた挙げ句、その秘書に殺されかけるが、すんでの所で爽香に救われる。18作目では、初めての大人の恋に盲目となる姿が描かれる。「新緑色のスクールバス」では、自分と同じような境遇の薄幸少女を救った。
麻生 賢一（あそう けんいち）
G興産社員。レインボープロジェクトが本格的に始動した16作目より、爽香の秘書を務める。17作目で出会った寿美代（すみよ）と結婚。寿美代の連れ子・果林（かりん）は才能を見いだされ、栗崎の後見もあって、子役タレントとして活躍中。20作目で息子・貴志（たかし）が生まれる
中川 満（なかがわ みつる）
爽香に「興味を持つ」プロの殺し屋。17作目、河村と早川志乃の間に生まれたあかねが誘拐された事件で登場。別ルートからの依頼でこの誘拐犯を射殺した。18作目にも登場。「赤いランドセル―杉原爽香、十歳の春」で、爽香との初めての出会いの場面が明かされた。

## エピソードなど
- 前述したコンセプトに基づいて長期に渡って連載が続いているため、出版社は「長編青春ミステリー」としているが、爽香が成長するにつれて「ヒューマンドラマ」としての要素が増大し続けている。
- 第1作のみ書き下ろし単行本として刊行されたが、2作目以降は雑誌（主に月刊誌）への約1年間の連載の後、新書ではなく、すぐ文庫化するという形が続いている。すべてのタイトルに色の名前が含まれているのが特徴。また、タイトルに含まれるアイテムは、作品中の事件において重要な役割を果たす。
- 物語の中の時間の流れが現実社会と平行して進んでいるため、様々な時事的背景が盛り込まれている。例を挙げると第一作当時は黒電話から押しボタン式電話機への過渡期であり、深夜の電話に対して二階の自室から居間へ降り、応接セットの間をすり抜けて電話に出る爽香の姿が描かれているが、9作目ではコードレスホンを枕元に置いて横になるシーンがあり、10作目では田端より携帯電話をプレゼントされている。当時はまだまだ高価だった携帯電話も、16作目では三宅舞の危機を救う重要なアイテムとして様々な活用法と若者の必須アイテムとして一般化したことを伺わせている。その他、教育者の買春をはじめいわゆる援助交際の、様々な形態の変化や若者の薬物パーティ、不動産投資としてのマンションの購入、長引く景気の低迷を受けての就職難や子会社整理、リストラ、高額の借金を背負う連帯保証人、民間から登用されて活躍する大臣、高級介護付き高齢者マンションや介護事業の発展、手話ブームなどその時その時の世相を反映している。
- 連載初期の数作にのみ英語の副題が付けられていた。以下の通りである。
  - 若草色のポシェット → The Grass-Colored Pochette
  - 群青色のカンバス → The Marine Blue Canvas
  - 亜麻色のジャケット → The Flaxen-Color Jacket
- シリーズを通じての日本語の副題「杉原爽香○○歳の○」は永らくの間、表紙や内表紙、文庫のカバー等には一切記載されておらず、目次と本文の間及びカバー裏表紙の短いあらすじの冒頭にのみ書かれる文言であった。現在のように表紙やカバーの各所に目立つ様に記載されるようになったのは13作目の「うぐいす色の旅行鞄」からである。それ以降は1～12作目についても増刷の折に追加記載されるようになった。